# Vioolbladplant
Vioolbladplant (Ficus lyrata), ook bekend als tabaksplant is een ficussoort, die voorkomt in het westen van Afrika, van Kameroen tot aan Sierra Leone. Hij groeit in het lager gelegen regenwoud.
De vioolbladplant, zo genoemd vanwege zijn vioolvormige bladeren is een voorbeeld van een wurgvijg, planten die vaak hoog in de kroon als epifyten hun leven beginnen, daarna luchtwortels naar beneden laten groeien die uiteindelijk de boom waarop de plant groeit verstikken.
... · 
F. benghalensis · 
F. benjamina (Waringin) · 
F. carica (Vijgenboom) · 
F. elastica (Indische rubberboom) · 
F. ingens · 
F. lyrata (Vioolbladplant) · 
F. racemosa · 
F. religiosa (Bodhiboom) · 
F. sur (Kaapse wilde vijg) · 
F. sycomorus (Egyptische vijgenboom) · 
...